# Верстов, Владимир Владимирович
Верстов Владимир Владимирович — российский специалист в области технологий строительства. Заведующий кафедрой Технологии строительного производства (ТСП) — СПбГАСУ c 1995 по 2012 гг. Представлен в «Российской архитектурно-строительной энциклопедии» (2001 г.). Почётный член Российской академии архитектуры и строительных наук.

## Биография
В 1961 закончил Ленинградский инженерно-строительный институт (ныне СПбГАСУ) по специальности инженер-механик по строительным, дорожным машинам и оборудованию. После окончания института по распределению был направлен на работу во ВНИИ гидромеханизации, санитарно-технических и специальных строительных работ (ВНИИГС) Минмонтажспецстроя СССР. Он прошёл путь от младшего научного сотрудника до заместителя директора по научной работе ВНИИГСа. В 1971 году защитил кандидатскую диссертацию на тему «Исследование и разработка вибрационного способа и оборудования для разглинизации водяных скважин». В 1986 г. окончил Институт повышения квалификации руководителей высшего звена государственного управления Академии народного хозяйства при Совете Министров СССР (курс современные методы управления, организации производства и планирования).
В 1990 г. защитил докторскую диссертацию по теме «Совершенствование технологии устройства водозаборных скважин на основе применения вибрационного метода». Область его научных и технических разработок и лежат в основном в применении вибрационных технологий для производства различных видов специальных строительных работ (погружение в грунт шпунта и труб, устройство свайных фундаментов, бурение водозаборных скважин и т. п.). Также Владимир Владимирович занимался разработкой энергоэффективных конструктивно-технологических решений для гидротехнического строительства и устройства полигонов твёрдых отходов. В соавторстве со своими учениками разработаны уникальные технологические решения для реконструкции ветхого жилищного фонда и возведения уникальных зданий различного назначения. Большинство разработок Верстова В. В. реализовано на практике.
Неоднократно выезжал в служебные командировки в США, ГДР, Польшу, Чехословакию, Австрию, Китай и ФРГ[значимость факта?].
С 1994 г. Владимир Владимирович избран на должность профессора кафедры Технологии строительного производства, с 1995 г. по 2012 г. — на должность заведующего кафедрой Технологии строительного производства СПбГАСУ.
Член двух диссертационных советов СПбГАСУ: 05.23.08 и 05.05.04 , член-корреспондент ПАНИ, РААСН, член Международного общества по механике грунтов и фундаментостроению, эксперт строительной секции Восточноевропейского союза экспертов (Берлин). Является автором более 400 опубликованных научных и методических работ, более 10 нормативных документов, среди которых стоит выделить СТО 38051320-001-2018 «Современные технологии погружения свай вдавливающими установками», Пособие по проектированию сооружений для забора подземных вод (к СНиП 2.04.02-84), РТМ 36.44.12.1-90 «Проектирование и строительство портовых гидротехнических сооружений с применением стальных оболочек большого диаметра». Имеет более 170 авторских свидетельств и патентов на изобретения.
Под руководством и при научном консультировании профессора В. В. Верстова подготовлены и защищены следующие кандидатские и докторские диссертации:
1. Исследование и разработка бурового снаряда с подпружиненным ударником для проходки крепких пород ударно-канатными станками (Лукин В. М. Кандидатская дис. 1983 г.).
2. Совершенствование технологии устройства водозаборных скважин, устойчивых к действию динамических нагрузок (Гайдо А. Н. Кандидатская дис. 2000 г.).
3. Ресурсосберегающая технология бетонных работ на основе использования электрообработанной воды затворения (Юдина А. Ф. Докторская дис. 2000 г.).
4. Электроразогрев пенобетонной смеси непосредственно перед укладкой в дело (Малодушев А. А. Кандидатская дис. 2000 г.).
5. Совершенствование технологии строительства модульных быстровозводимых малоэтажных зданий (Адам Франк-М. Кандидатская дис. 2001 г.).
6. Механизированная технология штукатурных работ при отделке помещений растворами на основе сухих смесей (Фрейдман Б. Г. Кандидатская дис. 2002 г.).
7. Вибрационная технология возведения заглублённой части малоэтажных зданий (Белов Г. А. Кандидатская дис. 2003 г.).
8. Технология бетонирования маломассивных монолитных конструкций разогретыми смесями с активным режимом выдерживания бетона (Минкинен Ю. Э. Кандидатская дис. 2003 г.).
9. Интенсификация технологических процессов монолитного домостроения (Заренков Д. В. Кандидатская дис. 2003 г.)
10. Технология сооружения опускных колодцев в стеснённых условиях (Даховски Р. Докторская дис. 2005 г.).
11. Технология нанесения растворных смесей при производстве штукатурных работ механизированным способом (Хайкович Д. М. Кандидатская дис. 2005 г.).
12. Совершенствование технологии бетонирования монолитных конструкций с предварительным разогревом бетонных смесей (Колчеданцев А. Л. Кандидатская дис. 2006 г.).
13. Совершенствование технологии строительства природоохранных объектов (Кысыыдак А. С. Кандидатская дис. 2007 г.).
14. Вибрационная технология устройства подземной гидроизолированной части малоэтажных зданий в водонасыщенных грунтах (Латута В. В. Кандидатская дис. 2009 г.).
15. Механизированная технология штукатурных работ при отделке помещений растворами на основе сухих смесей (Тишкин Д. Д. Кандидатская дис. 2011 г.).
16. Вибрационная технология погружения и извлечения полимерного шпунта (Филипов Е. Н. Кандидатская дис. 2012 г.).
17. Вибрационная технология устройства подливки бетонной смеси под промышленное оборудование на заключительном этапе его монтажа (Романовский В. Н. Кандидатская дис. 2013 г.).
18. Технология бетонирования полостей под днищами промышленных аппаратов методом нагнетания (Малинкин А. С. Кандидатская дис. 2015 г.).
19. Технология устройства анкерных креплений в газобетонных несущих и ограждающих конструкций методом нагнетания (Федулов Е. С. Кандидатская дис. 2016 г.).
Владимир Владимирович продолжает работать на кафедре Технологии строительного производства (СПбГАСУ), участвует в её общественной жизни, ведёт научное руководство магистрами и аспирантами, является инициатором написания научных статей и учебно-методических пособий. Среди методических пособий следует отметить следующие издания: «Вибрационная техника и технология в свайных и буровых работах» (1987 г.), «Производство шпунтовых и свайных работ» (2011 г.), «Технология и комплексная механизация шпунтовых и свайных работ» (2012 г.), «Технология и комплексная механизация шпунтовых и свайных работ» (2014 г.).

## Награды и звания
- 1 золотая, 5 серебряные 4 бронзовые медали ВДНХ СССР
- Диплом РААСН РФ в конкурсе на лучшую научную работу в области строительства 2003 года
- Орден «Знак Почёта»,
- «Почётный строитель России»
- «Почетный гость города Люберцы»
- «Почётный работник высшего профессионального образования РФ»
- Почётный профессор Тувинского государственного университета (2012)
- Орден «За заслуги перед Отечеством II степени»
- Орден «Знак почёта»

## Патенты
1. Верстов В. В., Топчин В. В., Гайдо А. Н. Водозаборная скважина. Патент на изобретение № 2164988. МКИ 7Е02В3/12. 10.05.2001.
2. Верстов В. В., Белов Г. А., Фрейдман Б. Г. Вибрационное устройство для возведения в грунте несуще-ограждающих конструкций. Патент России № 2235828 от 10.09.2003.
3. Верстов В. В., Белов Г. А., Тютюник М. В., Фрейдман Б. Г. Способ возведения в грунте несуще-ограждающих конструкций и устройство для его осуществления . Патент на изобретение России № 2248430 от 27.05.2003.
4. Верстов В. В., Кысыыдак А. С. Способ сбора и отвода биогаза и фильтрата на полигонах твёрдых бытовых отходов в оврагах и складках местности. Патент РФ № 2242299 от 13.05.2004.
5. Верстов В. В., Г. А. Белов, В. В. Латута Способ возведения в грунте несуще-ограждающих конструкций с наружной гидроизоляцией и устройство для его осуществления. Патент РФ № 2295005 от 13.06. 2005.
6. Верстов В. В., Бадьин Г. М., Питулько А. Ф., Фрейдман Б.Г Способ погружения в грунт механическим многоимпульсным молотом. Патент России № 2272103 от 20.03.2006.
7. В. В. Верстов, Д. Д. Тишкин, Б. А. Буданов. Способ нанесения штукатурной смеси на стены здания и устройство для его осуществления. Патент РФ № 2377375 от 17.03.2008.
8. Верстов В. В., Тишкин Д. Д., Романовский В. Н. Способ подливки бетонной смеси под технологическое оборудование на заключительном этапе его монтажа. Патент № 2466251 от 24.05.2011.
9. Верстов В. В., Гайдо А. Н., Мотовилова А. А. Способ возведения заглублённых сооружений и подземных конструкций зданий. Патент № 2491387. Опубл. Бюл. № 24 от 27.08.2013.
10. Верстов В. В., Гайдо А. Н., Иванов Я. В. Способ погружения сваи вдавливанием. Патент № 2498017. Опубл. Бюл. № 31 от 10.11.2013.
11. Верстов В. В., Салчак А. Д., Кысыыдак А. С. Способ сбора и отвода фильтрата и биогаза на полигонах твёрдых бытовых отходов в складках местности. Патент на изобретение 2552061 от 11.07.2013. Опубл. 20.01.2015 бюл. № 2.
12. Верстов В. В., Гайдо А. Н. Способ погружения сваи вдавливанием. Патент № 2500857. Опубл. Бюл. № 34 от 10.12.2013.
13. Верстов В. В., Гайдо А. Н. Способ погружения шпунта с заглублением в плотный водоупорный грунт. Патент на изобретение 2535860 от 05.09.2013. Опубл. 20.12.2014 бюл. № 35.
14. Верстов В. В., Салчак А. Д., Салчак А. К. Устройство для очистки фильтрата полигоны твёрдых бытовых отходов от взвеси. Патент на изобретение 2573 029 от 27.09.2014. Опубл. 20.01.2015 бюл. № 2.
15. Верстов В. В., Гайдо А. Н. Способ погружения тонкостенных стальных оболочек с заглублением в плотный водоупорный грунт. Патент на изобретение 2549789 от 15.09.2014. Опубл. 27.04.2015 бюл. № 12.
16. Верстов В. В., Гайдо А. Н. Способ защиты фундаментов зданий, сооружений от динамических воздействий в грунте и устройство для его осуществления. Патент на изобретение 2622279 № 2016119464 от 19.05.2016. МПК Е02D 31/08. Опубл. 13.06.2017 бюл. № 17.
17. Верстов В. В., Гайдо А. Н. Способ погружения тонкостенных стальных оболочек с заглублением в плотный водоупорный грунт. МПК Е02D 7/18 Патент на изобретение 2549789 от 15.09.2014. Опубл. 27.04.2015 бюл. № 12. № 2014137366/13; заявл.15.09.2014